# Heterótrofo

Ciclo entre autótrofos y heterótrofos. Los autótrofos utilizan luz, dióxido de carbono (CO2) y agua para formar oxígeno y compuestos orgánicos complejos, principalmente a través del proceso de fotosíntesis (flecha verde). Ambos tipos de organismos usan tales compuestos a través de la respiración celular para generar ATP y nuevamente formar CO2 y agua (dos flechas rojas).

Un heterótrofo (del griego ἕτερος héteros = ‘otro’, y trophe = ‘nutrición’) es un organismo que no puede producir su propio alimento, sino que se nutre de otras fuentes de carbono orgánico, principalmente materia vegetal o animal. En la cadena alimentaria, los heterótrofos son consumidores primarios, secundarios y terciarios, pero no productores. Los organismos vivos que son heterótrofos incluyen todos los animales y hongos, algunas bacterias y protistas, y muchas plantas parásitas. El término heterótrofo surgió en microbiología en 1946 como parte de una clasificación de microorganismos basada en su tipo de nutrición. El término se utiliza ahora en muchos campos, como la ecología, para describir la cadena alimentaria.
Los heterótrofos se pueden subdividir según su fuente de energía. Si el heterótrofo usa energía química, es un quimioheterótrofo (por ejemplo, humanos y hongos). Si usa luz para obtener energía, entonces es un fotoheterótrofo (por ejemplo, bacterias verdes sin azufre).
Los heterótrofos representan uno de los dos mecanismos de la nutrición (niveles tróficos), siendo el otro los autótrofos. Los autótrofos utilizan la energía de la luz solar (fotoautótrofos) o la oxidación de compuestos inorgánicos (litoautótrofos) para convertir el dióxido de carbono inorgánico en compuestos de carbono orgánico y energía para mantener su vida. Comparando los dos en términos básicos, los heterótrofos (como los animales) comen autótrofos (como las plantas) u otros heterótrofos, o ambos.
Los detritívoros son heterótrofos que obtienen nutrientes al consumir detritos (partes de plantas y animales en descomposición, así como heces). Los saprótrofos (también llamados lisótrofos) son quimioheterótrofos que utilizan la digestión extracelular para procesar la materia orgánica en descomposición; el término más utilizado para describir hongos. El proceso se facilita con mayor frecuencia mediante el transporte activo de dichos materiales a través de la endocitosis dentro del micelio interno y sus hifas constituyentes.

## Tipos
Los heterótrofos pueden ser organótrofos o litótrofos. Los organótrofos explotan compuestos de carbono reducido como fuentes de electrones, como carbohidratos, grasas y proteínas de plantas y animales. Por otro lado, los litoheterótrofos usan compuestos inorgánicos, como amonio, nitrito o azufre, para obtener electrones. Otra forma de clasificar diferentes heterótrofos es asignándolos como quimiótrofos o fotótrofos. Los fotótrofos utilizan la luz para obtener energía y llevar a cabo procesos metabólicos, mientras que los quimiótrofos utilizan la energía obtenida por la oxidación de sustancias químicas de su entorno.
Los fotoorganoheterótrofos, como las Rhodospirillaceae y las bacterias púrpuras sin azufre, sintetizan compuestos orgánicos mediante la luz solar junto con la oxidación de sustancias orgánicas. Usan compuestos orgánicos para construir estructuras. No fijan dióxido de carbono y aparentemente no tienen el ciclo de Calvin. Los quimiolitoheterótrofos como Oceanithermus profundus obtienen energía de la oxidación de compuestos inorgánicos, incluyendo sulfuro de hidrógeno, azufre elemental, tiosulfato e hidrógeno molecular. Los mixótrofos (o quimiolitótrofos facultativos) pueden utilizar dióxido de carbono o carbono orgánico como fuente de carbono, lo que significa que los mixótrofos tienen la capacidad de utilizar métodos tanto heterótrofos como autótrofos. Aunque los mixótrofos tienen la capacidad de crecer tanto en condiciones heterótrofas como autótrofas, C. vulgaris tiene mayor biomasa y productividad de lípidos cuando crecen en condiciones heterótrofas en comparación con las autótrofas.
Los heterótrofos, al consumir compuestos reducidos de carbono, pueden utilizar toda la energía que obtienen de los alimentos (y a menudo oxígeno) para el crecimiento y la reproducción, a diferencia de los autótrofos, que deben utilizar parte de su energía para la fijación de carbono. Tanto los heterótrofos como los autótrofos suelen depender de las actividades metabólicas de otros organismos para obtener nutrientes distintos del carbono, incluidos el nitrógeno, el fósforo y el azufre, y pueden morir por falta de alimentos que suministren estos nutrientes. Esto se aplica no solo a los animales y los hongos, sino también a las bacterias.

## Diagrama de flujo

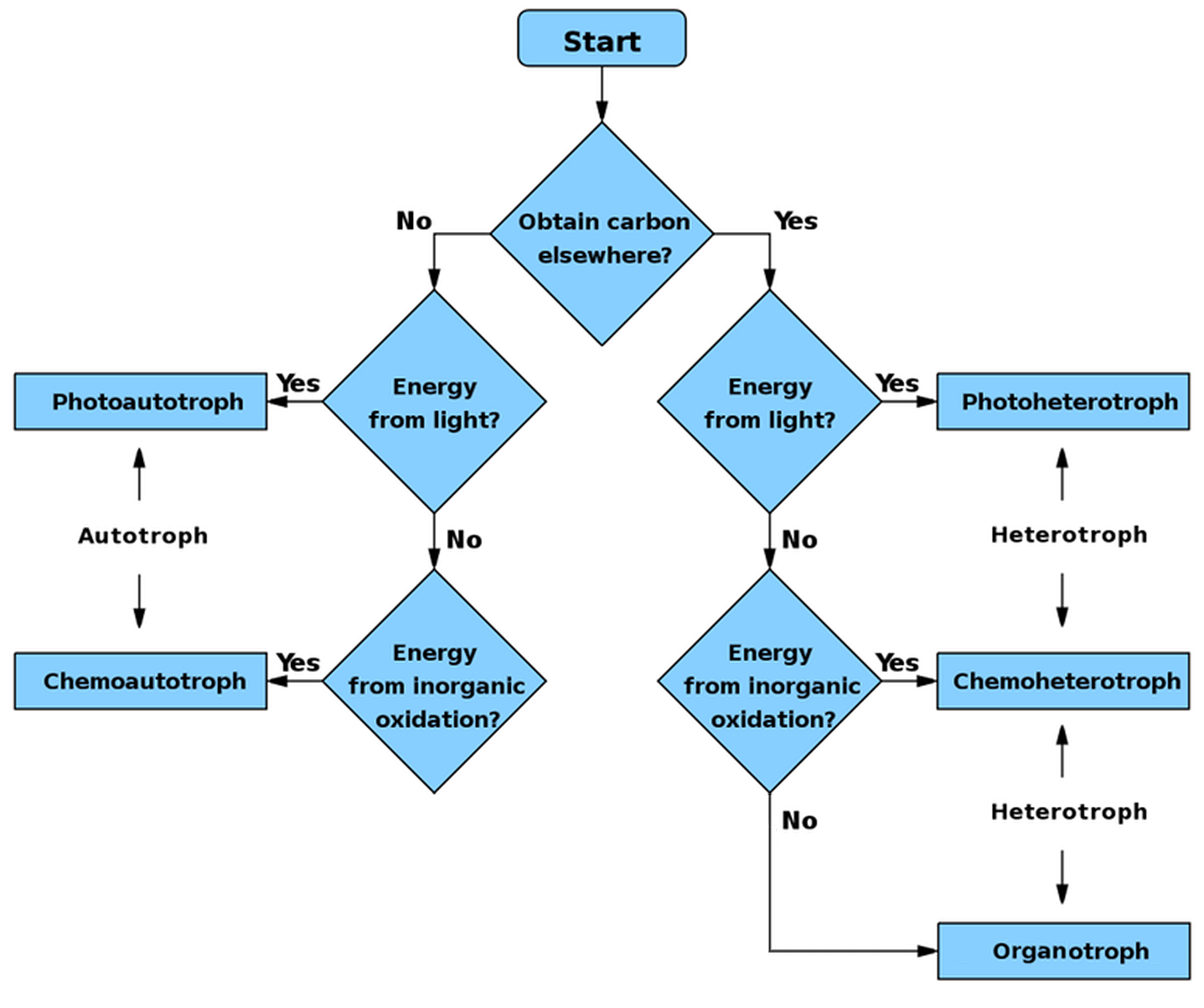
Diagrama de flujo para determinar si una especie es autótrofa, heterótrofa o un subtipo

- Autótrofo
  - Quimioautótrofo
  - Fotoautótrofo
- Heterótrofo
  - Quimioheterótrofo
  - Fotoheterótrofo

## Ecología
Muchos heterótrofos son quimioorganoheterótrofos que utilizan carbono orgánico (por ejemplo la glucosa) como fuente de carbono y sustancias químicas orgánicas (por ejemplo: carbohidratos, lípidos, proteínas) como fuentes de electrones. Los heterótrofos funcionan como consumidores: obtienen estos nutrientes de nutrientes saprótrofos, parásitos u holozoicos. Descomponen los compuestos orgánicos complejos (por ejemplo: carbohidratos, grasas y proteínas) producidos por los autótrofos en compuestos más simples (por ejemplo: carbohidratos en glucosa, grasas en ácidos grasos y glicerol y proteínas en aminoácidos). Liberan la energía del {\displaystyle {\ce {O2}}} oxidando los átomos de carbono e hidrógeno de los carbohidratos, lípidos y proteínas a dióxido de carbono y agua, respectivamente.
Pueden catabolizar compuestos orgánicos por respiración, fermentación o ambos. Los heterótrofos fermentativos son o facultativos o anaerobios que llevan a cabo la fermentación en ambientes de oxígeno bajas, en las que la producción de ATP es comúnmente junto con la fosforilación a nivel de sustrato y la producción de productos finales (por ejemplo, alcohol, {\displaystyle {\ce {CO2}}}, sulfuro). Estos productos pueden luego servir como sustratos para otras bacterias en la digestión anaeróbica y convertirse en {\displaystyle {\ce {CO2}}} y {\displaystyle {\ce {CH4}}}, que es un paso importante para el ciclo del carbono para eliminar los productos orgánicos de fermentación de los ambientes anaeróbicos. Los heterótrofos pueden experimentar respiración, en la que la producción de ATP se acopla con la fosforilación oxidativa. Esto conduce a la liberación de desechos de carbono oxidado como el {\displaystyle {\ce {CO2}}} y desechos reducidos como el {\displaystyle {\ce {H2O}}}, {\displaystyle {\ce {H2S}}} o {\displaystyle {\ce {N2O}}} a la atmósfera. La respiración y la fermentación de los microbios heterótrofos representan una gran parte de la liberación de {\displaystyle {\ce {CO2}}} a la atmósfera, lo que lo hace disponible para los autótrofos como fuente de nutrientes y las plantas como sustrato de síntesis de celulosa.
La respiración en los heterótrofos suele ir acompañada de mineralización, el proceso de conversión de compuestos orgánicos en formas inorgánicas. Cuando la fuente de nutrientes orgánicos absorbida por el heterótrofo contiene elementos esenciales como {\displaystyle {\ce {N}}}, {\displaystyle {\ce {S}}}, {\displaystyle {\ce {P}}} además de {\displaystyle {\ce {C}}}, {\displaystyle {\ce {H}}} y {\displaystyle {\ce {O}}}, a menudo se eliminan primero para proceder con la oxidación de nutrientes orgánicos y la producción de ATP a través de la respiración. El {\displaystyle {\ce {S}}} y {\displaystyle {\ce {N}}} en la fuente de carbono orgánico se transforman en {\displaystyle {\ce {H2S}}} y {\displaystyle {\ce {NH4+}}} mediante desulfurilación y desaminación, respectivamente. Los heterótrofos también permiten la desfosforilación como parte de la descomposición. La conversión de {\displaystyle {\ce {S}}} y {\displaystyle {\ce {N}}} de forma orgánica a inorgánica es una parte fundamental del ciclo del nitrógeno y el azufre. El {\displaystyle {\ce {H2S}}} formado a partir de desulfurilación se oxida adicionalmente por litótrofos y fotótrofas, mientras {\displaystyle {\ce {NH4+}}} formado a partir de desaminación se oxida adicionalmente por litótrofos a las formas disponibles para las plantas. La capacidad de los heterótrofos para mineralizar elementos esenciales es fundamental para la supervivencia de las plantas.
La mayoría de los opistocontes y procariotas son heterótrofos; en particular, todos los animales y hongos son heterótrofos. Algunos animales, como los corales, forman relaciones simbióticas con los autótrofos y obtienen carbono orgánico de esta forma. Además, algunas plantas parásitas también se han vuelto total o parcialmente heterótrofas, mientras que las plantas carnívoras consumen animales para aumentar su suministro de nitrógeno sin dejar de ser autótrofas.
Los animales se clasifican como heterótrofos por ingestión, los hongos se clasifican como heterótrofos por absorción.